# Алексеевская (Белослудское сельское поселение)
Алексе́евская — деревня в Красноборском районе Архангельской области. Входит в состав Белослудского сельского поселения.

## География
Деревня находится в юго-восточной части Архангельской области, у речной старицы на правобережье реки Уфтюга, на расстоянии приблизительно 6 км (по прямой) к юго-востоку от села Красноборск, административного центра района.

### Часовой пояс
Деревня Алексеевская, как и вся Архангельская область, находится в часовой зоне МСК (московское время). Смещение применяемого времени относительно UTC составляет +3:00.

## История
В 1859 году в деревне Сольвычегодского уезда Вологодской губернии насчитывался 21 двор, проживало 123 человека.

## Население
| 2002 | 2010 |
| ---- | ---- |
| 0    | →0   |

### Национальный состав
Согласно результатам переписи 2002 года, в деревне проживал один житель русской национальности.